# NGC 222
NGC 222 este un roi deschis  situat în Micul Nor al lui Magellan, în constelația Tucanul. A fost descoperit în 1 august 1826 de către James Dunlop. De asemenea, a fost observată încă o dată în 11 aprilie 1834 de către John Herschel.